# Dyskografia Andrei Bocellego
Dyskografia włoskiego śpiewaka Andrei Bocellego.

## Dyskografia

### Albumy studyjne
| 1994                           | Il mare calmo della sera - Data: 18 kwietnia 1994 - Wydawca: Polygram International | –   | –  | 40 | –  | –  | –  | 33 | –  | 11 | –  |                                             |
| 1995                           | Bocelli - Data: 13 listopada 1995 - Wydawca: Polygram International                 | –   | –  | 1  | –  | –  | –  | 3  | 1  | 1  | –  | - DEU: 4x platyna                           |
| 1996                           | Viaggio italiano - Data: 1996 - Wydawca: Polygram International                     | 153 | 24 | 15 | 23 | –  | –  | 19 | –  | 8  | –  | - USA: złoto - DEU: złoto                   |
| 1998                           | Aria – the opera album - Data: 1998 - Wydawca: Philips Records                      | 59  | 38 | 6  | 10 | 15 | 10 | 5  | 5  | 9  | –  | - USA: platyna - DEU: złoto - POL: złoto    |
| 1999                           | Sogno - Data: 6 kwietnia 1999 - Wydawca: Philips Records                            | 4   | 4  | 6  | 2  | 1  | 4  | 3  | –  | 1  | –  | - USA: 2x platyna - DEU: złoto - POL: złoto |
| 1999                           | Sacred Arias - Data: 1999 - Wydawca: Philips Records                                | 22  | 20 | 3  | –  | 15 | 8  | 2  | 2  | 1  | –  | - USA: platyna - POL: platyna               |
| 2000                           | Verdi - Data: 2000 - Wydawca: Philips Records                                       | 23  | 17 | 22 | 28 | 12 | 16 | 8  | –  | 8  | –  | - USA: złoto                                |
| 2001                           | Cieli di Toscana - Data: 16 października 2001 - Wydawca: Decca, Sugar Records       | 11  | 3  | 3  | 2  | 1  | 9  | 4  | 8  | 1  | 6  | - USA: platyna                              |
| 2002                           | Sentimento - Data: 5 listopada 2002 - Wydawca: Decca, Sugar Records                 | 12  | 7  | 49 | 17 | 10 | 18 | 14 | –  | 4  | –  | - USA: platyna                              |
| 2004                           | Andrea - Data: 2004 - Wydawca: Decca, Sugar Records                                 | 16  | 19 | 41 | 17 | 8  | 25 | 19 | 12 | 1  | –  | - USA: platyna                              |
| 2006                           | Amore - Data: 31 stycznia 2006 - Wydawca: Sugar, Opera & Blues, Decca               | 3   | 4  | 13 | 3  | 2  | 1  | 4  | 8  | 1  | 31 | - USA: platyna - POL: platyna               |
| 2008                           | Incanto - Data: 4 listopada 2008 - Wydawca: Decca Records, Universal                | 8   | 12 | 56 | 15 | –  | 20 | 40 | 40 | 15 | 5  | - POL: platyna                              |
| 2009                           | My Christmas - Data: 3 listopada 2009 - Wydawca: Universal, Philips, Decca, Sugar   | 2   | 18 | 42 | 4  | 9  | 2  | 11 | 6  | 6  | 1  | - USA: 2x platyna - POL: złoto              |
| 2013                           | Passione - Data: 29 stycznia 2013 - Wydawca: Universal, Verve, Decca, Sugar         | 87  | 7  | 40 | 2  | 3  | 13 | 11 | 34 | 5  | 1  | - POL: platyna                              |
| 2015                           | Cinema - Data: 23 października 2015 - Wydawca: Universal, Verve, Sugar              | 10  | 3  | 60 | 30 | –  | 35 | 45 | 33 | 17 | 5  | - POL: 3x platyna                           |
| 2018                           | Sì - Data: 26 października 2018 - Wydawca: Sugar, Decca                             |     |    |    |    |    |    |    |    |    |    | - POL: 2x platyna                           |
| „–” pozycja nie była notowana. |                                                                                     |     |    |    |    |    |    |    |    |    |    |                                             |

### Albumy koncertowe
| 2006                           | Under the Desert Sky - Data: 7 listopada 2006 - Wydawca: Sugar Records                           | 11 | –  | –  | –  | –  | –  | –  | –  | –  | –  | - USA: złoto              |
| 2008                           | Vivere Live in Tuscany - Data: 29 stycznia 2008 - Wydawca: Sugar Records                         | 22 | 26 | –  | –  | –  | –  | –  | –  | –  | –  |                           |
| 2011                           | Concerto, One Night in Central Park - Data: 15 listopada 2011 - Wydawca: Decca, Sugar, Universal | 4  | 17 | 23 | 33 | 17 | 34 | 38 | 61 | 30 | 39 | - USA: złoto - POL: złoto |
| „–” pozycja nie była notowana. |                                                                                                  |    |    |    |    |    |    |    |    |    |    |                           |

### Kompilacje
| 1997                           | Romanza - Data: 1997 - Wydawca: Sugar, Philips, Universal                                       | 35 | 6 | 2  | 1 | 5 | 3  | 1  | 1  | 1  | 1  | - USA: 4x platyna - DEU: platyna - POL: platyna |
| 2007                           | The Best of Andrea Bocelli: Vivere - Data: 22 października 2007 - Wydawca: Decca, Sugar Records | 9  | 4 | 28 | 3 | 4 | 11 | 13 | 15 | 3  | 1  | - USA: platyna - POL: 2x platyna                |
| 2013                           | Love in Portofino - Data: 22 października 2013 - Wydawca: Universal                             | –  | – | –  | – | – | –  | –  | –  | 36 | 14 | - POL: 2x platyna                               |
| „–” pozycja nie była notowana. |                                                                                                 |    |   |    |   |   |    |    |    |    |    |                                                 |

### Single
| 1994                           | „Il Mare Calmo della Sera”                                 | –  | –  | –  | –  | 31 | –  | 24 | –  | Il Mare Calmo della Sera           |
| 1995                           | „Con te partirò”/„Vivere”                                  | –  | 69 | –  | –  | –  | –  | 1  | 1  | Bocelli                            |
| 1995                           | „Macchine da Guerra”                                       | –  | –  | –  | –  | –  | –  | –  | –  | Bocelli                            |
| 1995                           | „Per amore”                                                | –  | –  | –  | –  | 15 | –  | –  | –  | Bocelli                            |
| 1995                           | „Vivo per lei” (oraz Giorgia)                              | –  | –  | –  | –  | 39 | –  | –  | –  | Bocelli                            |
| 1996                           | „Vivo por ella” (oraz Marta Sánchez)                       | –  | –  | –  | –  | –  | –  | –  | –  | Romanza                            |
| 1996                           | „Time to Say Goodbye” (oraz Sarah Brightman)               | 31 | 2  | –  | 1  | 5  | 1  | 25 | –  | Romanza                            |
| 1997                           | „Ich lebe für sie” (oraz Judy Weiss)                       | –  | –  | –  | 22 | –  | 1  | –  | –  | Romanza                            |
| 1997                           | „Je vis pour elle” (oraz Hélène Ségara)                    | –  | –  | –  | –  | –  | –  | 1  | 1  | Romanza                            |
| 1999                           | „The Prayer” (oraz Céline Dion)                            | –  | –  | –  | –  | –  | –  | –  | –  | Sogno                              |
| 1999                           | „Canto della Terra”                                        | –  | 24 | –  | –  | –  | –  | –  | –  | Sogno                              |
| 1999                           | „Ave Maria”                                                | –  | 65 | –  | –  | –  | –  | –  | –  | Sacred Arias                       |
| 2001                           | „Melodramma”                                               | –  | –  | 95 | –  | 52 | 77 | –  | 9  | Cieli di Toscana                   |
| 2001                           | „Mille Lune Mille Onde”                                    | –  | –  | –  | –  | –  | –  | –  | –  | Cieli di Toscana                   |
| 2001                           | „L’abitudine” (oraz Helena Hellwig)                        | –  | –  | –  | –  | 86 | –  | –  | 17 | Cieli di Toscana                   |
| 2004                           | „Dell’amore non si sa”                                     | –  | –  | –  | –  | –  | –  | –  | –  | Andrea                             |
| 2004                           | „Un nuovo giorno”                                          | –  | –  | –  | –  | –  | –  | –  | –  | Andrea                             |
| 2006                           | „Somos Novios (It’s Impossible)” (oraz Christina Aguilera) | –  | –  | –  | –  | –  | –  | –  | –  | Amore                              |
| 2006                           | „Because We Believe” (oraz Marco Borsato)                  | –  | –  | –  | –  | 1  | –  | –  | –  | Amore                              |
| 2006                           | „Ama Credi E Vai” (oraz Gianna Nannini)                    | –  | –  | –  | –  | –  | –  | –  | –  | Amore                              |
| 2007                           | „Vivere (Dare to Live)” (oraz Laura Pausini)               | –  | –  | –  | –  | –  | –  | –  | –  | The Best of Andrea Bocelli: Vivere |
| 2008                           | „Vive Ya” (oraz Laura Pausini)                             | –  | –  | –  | –  | –  | –  | –  | –  | The Best of Andrea Bocelli: Vivere |
| 2009                           | „White Christmas/Bianco Natale”                            | –  | –  | –  | –  | –  | –  | –  | –  | My Christmas                       |
| 2009                           | „What Child Is This” (oraz Mary J. Blige)                  | –  | –  | –  | –  | –  | –  | –  | –  | My Christmas                       |
| 2010                           | „Bridge over Troubled Water” (oraz Mary J. Blige)          | –  | –  | –  | –  | –  | –  | –  | –  | –                                  |
| 2017                           | „Perfect Symphony” (oraz Ed Sheeran)                       |    |    |    |    |    |    |    |    |                                    |
| „–” pozycja nie była notowana. |                                                            |    |    |    |    |    |    |    |    |                                    |

### Inne albumy
| 1997                           | A Hymn for the World (oraz Cecilia Bartoli) - Data: 11 listopada 1997 - Wydawca: Deutsche Grammophon                                    | –  | 12  | –  | –  |
| 1998                           | A Hymn for the World 2 (Voices From Heaven) (oraz Cecilia Bartoli, Bryn Terfel) - Data: 3 listopada 1998 - Wydawca: Deutsche Grammophon | 28 | –   | –  | –  |
| 2001                           | Requiem (Verdi) (oraz Renée Fleming, Olga Borodina, Ildebrando D’Arcangelo) - Data: 27 marca 2001 - Wydawca: Philips Records            | –  | –   | –  | –  |
| 2010                           | Carmen: Duets & Arias (oraz Bryn Terfel, Marina Domashenko, Eva Mei) - Data: 17 sierpnia 2010 - Wydawca: Decca, Universal               | –  | 110 | 28 | 18 |
| „–” pozycja nie była notowana. | |    |     |    |    |